# Курбица
Курбица — река в России, протекает в Гаврилов-Ямском и (большей частью) в Ярославском районах Ярославской области. Устье реки находится в 16 км по правому берегу реки Пахма от её устья. Длина реки составляет 36 км, площадь водосборного бассейна — 110 км².
Крупнейшие притоки: Карлиха (слева), Оратовка (слева), Старая Курбица (справа). Параллельный Старой Курбице участок Курбицы называется Новой Курбицей.
Сельские населённые пункты около реки: Гаврилов-Ямский район — Митьково; Ярославский район — Филинское, Ивково, Каблуково, Корнево, Голенцево, Есемово, Дулепово, Крюково, Слободка, Васильевское, Курба, Девятово, Нагорново, Скрипино, Дегтево, Лаптево, Ерденево, Сидоровское, Выездново, Аристово.

## Данные водного реестра
По данным государственного водного реестра России относится к Верхневолжскому бассейновому округу, водохозяйственный участок реки — Волга от Рыбинского гидроузла до города Кострома, без реки Кострома от истока до водомерного поста у деревни Исады, речной подбассейн реки — Волга ниже Рыбинского водохранилища до впадения Оки. Речной бассейн реки — (Верхняя) Волга до Куйбышевского водохранилища (без бассейна Оки).
Код объекта в государственном водном реестре — 08010300212110000011122.